# Cabo de Salou
El cabo de Salou (cap de Salou en catalán) es un conjunto rocoso que se adentra hacia el mar Mediterráneo, y que está situado en el municipio de Salou, provincia de Tarragona en la comunidad autónoma de Cataluña.

## Características
Las características rocosas del cabo han facilitado la creación a su alrededor de pequeñas pero preciosas calas:
- Cala Morisca
- Cala de la Viña (Vinya).
- Cala de la Fuente (Font).
- Cala de la Peña Tallada (Penya Tallada).
- Cala los Cangrejos (Crancs).

En el cabo está situado, el Faro de Salou, inaugurado en 1858.
El cabo de Salou forma un pequeño macizo que tiene en tierra una pequeña extensión boscosa principalmente formada por pinares. 
Está sujeto a la acción del oleaje, provocado sobre todo por los vientos de levante (llevant).

## Enlaces wikipédicos
- Salou
- Costa Dorada